# Fernand Cabrol
Fernand Cabrol, född 11 december 1855 och död 4 juni 1937, var en fransk katolsk teolog.
Cabrol var benediktinermunk och blev 1896 prior i S:t Michaels abbey, Farnborough, England, senare som titulär abbot. Han var en produktiv författare, främst inom liturgin, och utgav tillsammans med Henri Leclercq Monumenta ecclesiæ liturgica (1900- ) och Dictionnarire dárchéologie et de liturgie (1903-).